# Alltagslegende
Alltagslegende (ungarischer Originaltitel: Köznapi legenda) ist ein ungarisch-deutscher Fernsehfilm.

## Handlung
János Áment und seine Frau Rosalie erscheinen vor Gericht, weil János sich von seiner Frau scheiden lassen möchte. Er hat sich vor 28 Jahren von ihr getrennt, als er nach drei Jahren aus dem Krieg zurückkehrte und erfuhr, dass sie ein Kind von einem anderen Mann erwartet. Danach sah er sie nie wieder und lebt seit 20 Jahren unehelich mit Barbara Kántor zusammen, mit der er vier Kinder hat. Nun drängt Barbara auf eine Scheidung, damit János sie heiraten kann. János ist ein einfacher und ungebildeter Mann, der noch nie bei Gericht war und sich entsprechend nervös und respektvoll, beinah unterwürfig verhält. Er erklärt der Richterin die Situation und sie setzt einen neuen Gerichtstermin in einem Monat an – diese Bedenkzeit ist gesetzlich vorgeschrieben.
János geht nach Hause zu Barbara. Als diese von der Verzögerung erfährt, gibt sie den Grund ihres Drängens preis: Sie war bei einem Arzt, der ihr empfohlen hat, ins Krankenhaus zu gehen; vielleicht ist eine Operation nötig. Schon seit Jahren, seit der Geburt des vierten Kindes, ist sie immer wieder krank und fühlt sich nun sehr schwach.
Ein paar Tage später wird sie operiert. Der Chirurg lässt János kaum Hoffnungen: Barbara hat Krebs und wird wohl nur noch ein paar Tage leben. Am nächsten Tag besucht János sie im Krankenhaus, der Arzt und er verschweigen ihr aber, wie schlimm es um sie steht.
Danach geht er erneut zum Gericht, um der Richterin die Lage zu erklären und die Scheidung zu beschleunigen. Die Richterin beruft sich zunächst auf die Gesetze und will ihn abweisen, doch als sie von Barbaras Krankheit erfährt, ist sie sehr einfühlsam. Sie fälscht in der Akte das Datum des ersten Gerichtstermins, um sofort einen zweiten Termin anberaumen zu können. Währenddessen geht János zu seiner Frau und bittet sie, gleich mit ihm zum Gericht zu fahren. Die beiden werden geschieden, jedoch muss die Akte erst von einem Staatsanwalt gegengezeichnet werden, erst dann soll János der Bescheid schriftlich zugestellt werden. Er hat Angst, dass Barbara nicht so lange leben wird, also geht die Richterin gleich zum Staatsanwalt. Dieser bemerkt jedoch das geänderte Datum, was eine Urkundenfälschung darstellt. Trotz der Erklärungen und Bitten der Richterin weigert er sich, die Akte zu unterzeichnen. Als János es nicht mehr im Korridor aushält und ungefragt das Büro des Staatsanwalts betritt, wagt es dieser nicht, ihm seine Ablehnung ins Gesicht zu sagen, und unterschreibt widerwillig.
Die Richterin muss dem liebenswerten, aber begriffsstutzigen János immer wieder helfen: Sie telefoniert für ihn mit dem Standesamt und vereinbart einen Termin für eine Trauung am Krankenbett. Dann kauft sie Blumen für einen Brautstrauß, holt den Standesbeamten ab und fährt mit ihm und János zum Krankenhaus. János erzählt Barbara von der sofortigen Trauung, lässt sie aber in der Hoffnung, bald zu genesen. Überraschend taucht auch János' erste Frau Rosalie im Krankenhaus auf, die beiden Frauen sehen sich zum ersten Mal. Nachdem Rosalie auf die Nachricht von Barbaras Krankheit zunächst kühl reagiert hat, ist sie nun viel zugewandter und betont, keine negativen Gefühle gegenüber Barbara zu hegen.
In einer kurzen Zeremonie, geleitet von dem unerfahrenen und etwas unbeholfenen Praktikanten des Standesamts, mit dem Arzt und der Richterin als Trauzeugen, können Barbara und János sich nun endlich das Jawort geben.

## Produktion
Der Film ist eine Koproduktion zwischen dem ungarischen Fernsehen und dem Bayerischen Rundfunk in Zusammenarbeit mit Telepool. Die Erstausstrahlung in Ungarn war am 23. März 1976, in Deutschland am 21. Mai 1976 in der ARD.
Der Film beruht auf eine Novelle von György Sós, der auch das Drehbuch schrieb, ins Deutsche übersetzt wurde es von László Fikár. Für die ungarische Version wurde die beiden deutschsprachigen Darsteller von Jószef Máriáss (Helmut Qualtinger) und Rudolf Somogyvári (Franz Rudnick) synchronisiert.